# Sandro Cuomo
Sandro Cuomo (Nápoles, 21 de octubre de 1962) es un deportista italiano que compitió en esgrima, especialista en la modalidad de espada.
Participó en cuatro Juegos Olímpicos de Verano, obteniendo en total dos medallas, ambas en la prueba por equipos, oro en Atlanta 1996 (junto con Angelo Mazzoni y Maurizio Randazzo) y bronce en Los Ángeles 1984 (con Stefano Bellone, Cosimo Ferro, Roberto Manzi y Angelo Mazzoni), además del cuarto lugar en Seúl 1988 y el quinto en Barcelona 1992, también por equipos.
Ganó nueve medallas en el Campeonato Mundial de Esgrima entre los años 1983 y 1997, y una medalla de oro en el Campeonato Europeo de Esgrima de 1999.

## Palmarés internacional
| Juegos Olímpicos   | Juegos Olímpicos             | Juegos Olímpicos  | Juegos Olímpicos   |
| Año                | Lugar                        | Medalla           | Prueba             |
| ------------------ | ---------------------------- | ----------------- | ------------------ |
| 1984               | Los Ángeles (Estados Unidos) | Medalla de bronce | Espada por equipos |
| 1996               | Atlanta (Estados Unidos)     | Medalla de oro    | Espada por equipos |
| Campeonato Mundial |                              |                   |                    |
| Año                | Lugar                        | Medalla           | Prueba             |
| 1983               | Viena (Austria)              | Medalla de bronce | Espada por equipos |
| 1985               | Barcelona (España)           | Medalla de plata  | Espada por equipos |
| 1986               | Sofía (Bulgaria)             | Medalla de bronce | Espada por equipos |
| 1989               | Denver (Estados Unidos)      | Medalla de oro    | Espada por equipos |
| 1989               | Denver (Estados Unidos)      | Medalla de plata  | Espada individual  |
| 1990               | Lyon (Francia)               | Medalla de oro    | Espada por equipos |
| 1993               | Essen (Alemania)             | Medalla de oro    | Espada por equipos |
| 1995               | La Haya (Países Bajos)       | Medalla de bronce | Espada individual  |
| 1997               | Ciudad del Cabo (Sudáfrica)  | Medalla de bronce | Espada por equipos |
| Campeonato Europeo |                              |                   |                    |
| Año                | Lugar                        | Medalla           | Prueba             |
| 1999               | Bolzano (Italia)             | Medalla de oro    | Espada por equipos |